# Hrabstwo Gates
Hrabstwo Gates (ang. Gates County) – hrabstwo w stanie Karolina Północna w Stanach Zjednoczonych.

## Geografia
Według spisu z 2000 roku obszar całkowity hrabstwa obejmuje powierzchnię 346 mil2 (896,14 km²), z czego 341 mil2 (883,19 km²) stanowią lądy, a 5 mil2 (12,95 km²) stanowią wody. Według szacunków United States Census Bureau w roku 2012 miało 11 869 mieszkańców. Jego siedzibą administracyjną jest Gatesville.

### Miasta
- Gatesville
- Sunbury (CDP)